# ThyssenKrupp
Pour les articles homonymes, voir Thyssen.
ThyssenKrupp AG est un groupe de sidérurgie allemand officiellement créé en 1999 de la fusion de Friedrich Krupp AG Hoesch-Krupp et de Thyssen AG. Ayant des filiales sur plusieurs continents, ses sièges sociaux se situent à Essen et Duisbourg. Le précédent siège social se situait à Düsseldorf.
ThyssenKrupp emploie plus de 100 000 employés et se structure en six divisions : Sidérurgie (Steel Europe), Composants automobiles (Components technology), Ascenseurs (Elevator technology), Matière (Material services), Solutions industrielles (Industrial solutions) et Systèmes marins (Marine systems) [TKMS].

## Histoire

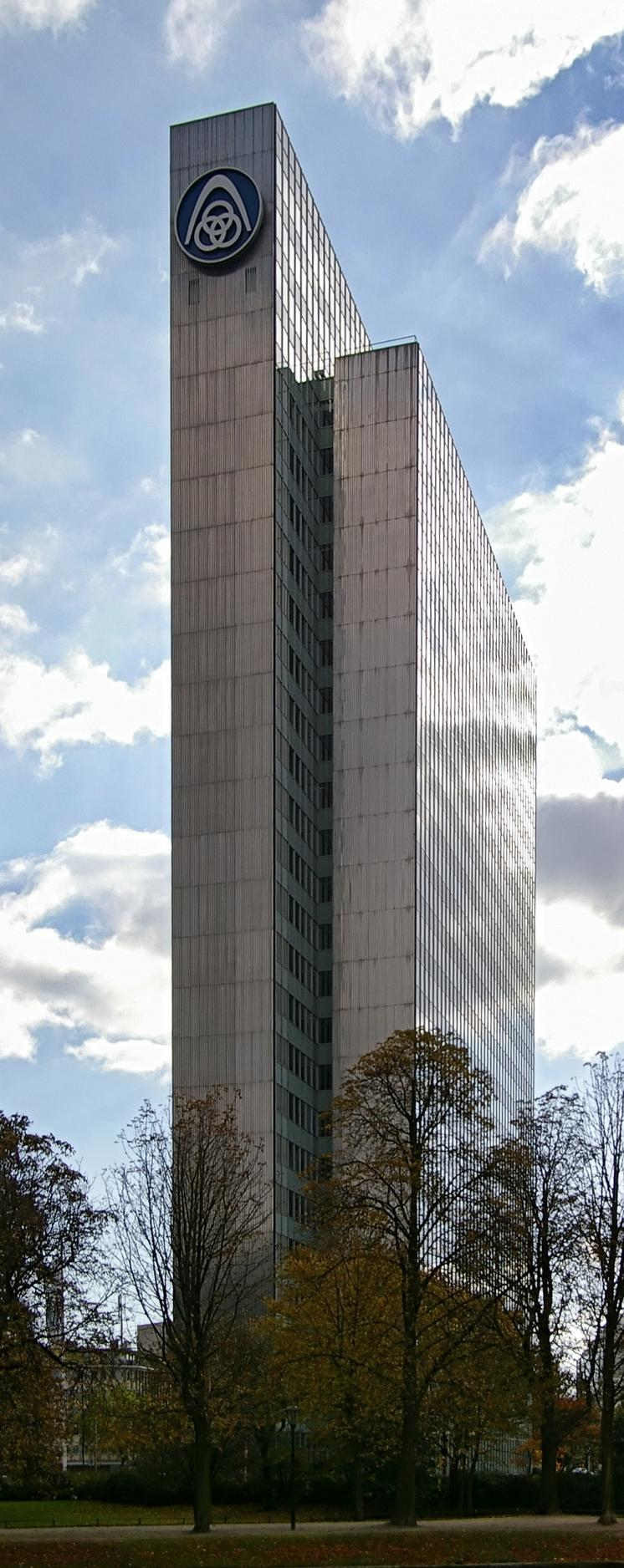
Le précédent siège à Düsseldorf.

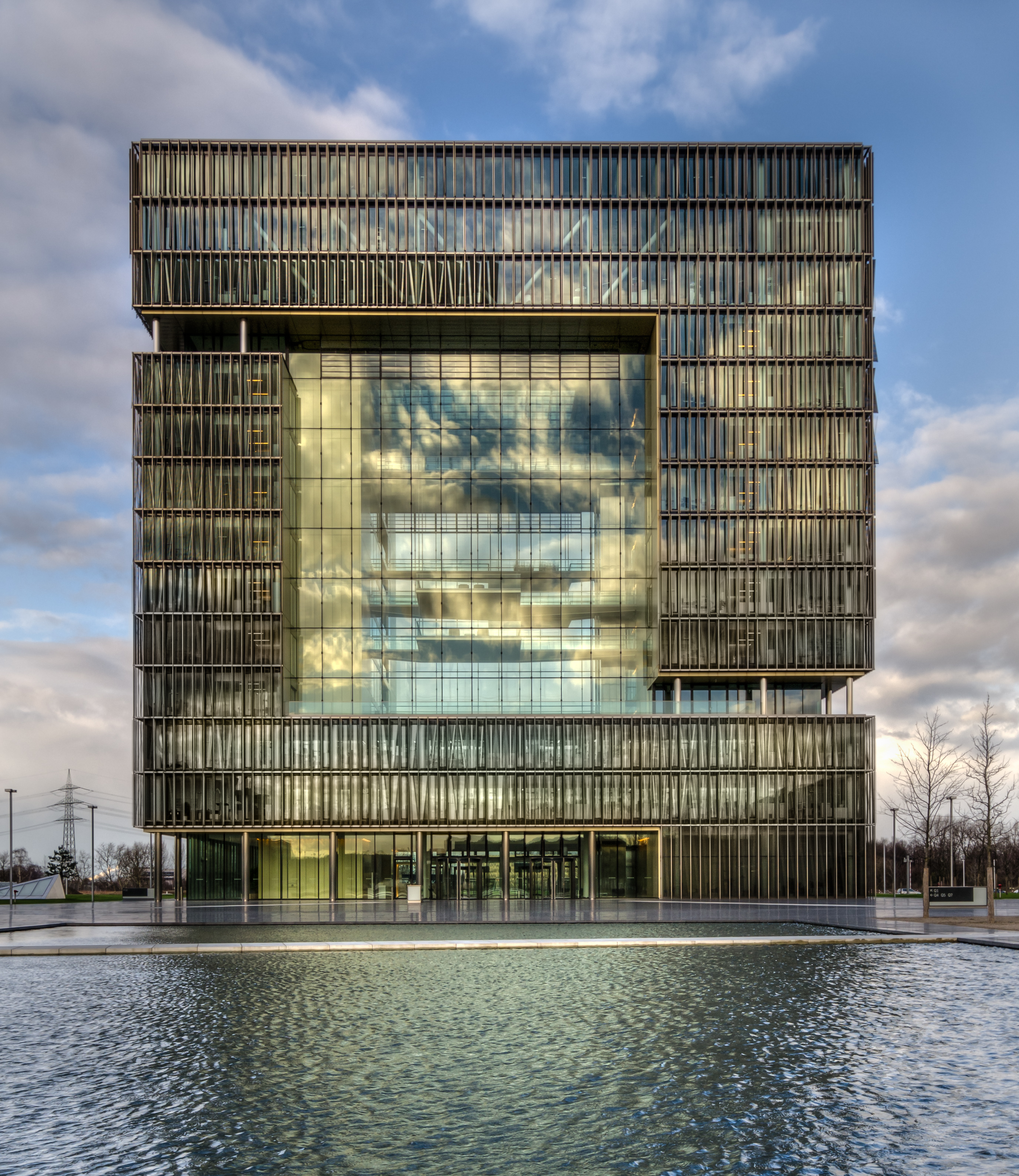
Le siège social de l'entreprise.

En mars 1997, Friedrich Krupp AG Hoesch-Krupp, basé à Essen, tente de prendre le contrôle de Thyssen AG, sis à Düsseldorf, sans succès, à la suite d'une fuite d'information d'une des banques impliquées dans la potentielle transaction. S'ensuit une vague de protestations et de manifestations du personnel de Thyssen AG, qui mènent notamment près de 30 000 employés devant le siège de la Deutsche Bank à Francfort. Krupp et Thyssen décident alors d'entamer des négociations en vue d'une fusion, décidée en 1997 et réalisée en 1999. Le logo de la nouvelle structure fusionne celui de Krupp (trois anneaux) et celui de Thyssen.
En novembre 2005, le groupe Arcelor lance une OPA agressive sur la société canadienne Dofasco. Pour contrer cette offensive, ThyssenKrupp est intervenu en lançant une offre d'achat amicale de 3,5 milliards d'euros, représentant une prime de 9,8 % par rapport à l'offre hostile d'Arcelor,. L'accord aboutit fin janvier 2006 en faveur d'Arcelor pour un montant de 4,6 milliards $.
Le 21 février 2007, la Commission européenne a condamné les quatre principaux fabricants mondiaux d'ascenseurs (ThyssenKrupp, Kone, Otis et Schindler) pour avoir pris part à une entente illicite sur le marché des ascenseurs et des escaliers mécaniques, qui viole les règles de la concurrence inscrites dans les traités européens. ThyssenKrupp a été condamnée à verser une amende de 479 millions d'euros au budget européen.
En novembre 2013, ThyssenKrupp vend ses activités américaines à une offre commune d'ArcelorMittal et de Nippon Steel & Sumitomo Metal pour près de 200 milliards de yens soit 1,97 milliard de dollars.
En juin 2014, ThyssenKrupp vend un chantier naval spécialisé dans les sous-marins situé en Suède à Saab pour 50 millions d'euros.
En décembre 2014, ThyssenKrupp acquiert l'entreprise de maintenances d'élévateurs Lift & Engineering Services pour un montant inconnu.
En 2015, ThyssenKrupp Ascenseurs annonce le licenciement de 258 personnes sur le site d'Angers en France [réf. nécessaire].
En avril 2016, Vale annonce la vente de sa participation de 26,87 % dans l’usine brésilienne ThyssenKrupp CSA  pour un euro symbolique. Puis en 2017, ThyssenKrupp revend l'ensemble à l'argentin Ternium pour 1,5 milliard de dollars. En cumulant les surcoûts de construction avec ceux liés au démarrage, les pertes de ThyssenKrupp s'élèvent à 12 milliards d'euros. En intégrant la revente des usines aux États-Unis et au Brésil, ainsi que de la participation financière de Vale, le résultat net de l'aventure américaine est une perte d'environ 8 milliards d'euros.
En janvier 2017, ThyssenKrupp acquiert auprès d'Airbus la participation de 49 % qu'il ne détient pas dans Atlas Elektronik, pour un montant non dévoilé. ThyssenKrupp avait acheté à BAE Systems sa participation dans cette filiale en décembre 2005.
En septembre 2017, ThyssenKrupp et Tata Steel annoncent la fusion de leurs activités d’aciérie en Europe, tout en annonçant en parallèle la restructuration de cette activité avec la suppression de 4 000 emplois. Le siège de cette nouvelle co-entreprise, nommée ThyssenKrupp Tata Steel, détenue à 50-50, se situera aux Pays-Bas. ThyssenKrupp Tata Steel aura 48 000 salariés pour un chiffre d'affaires de 15 milliards d'euros.
En mai 2019, ThyssenKrupp annonce l'abandon de la fusion, à la suite des exigences des autorités de la concurrence européenne. À la suite de cet échec, ThyssenKrupp annonce vouloir mettre en bourse sa filiale spécialisée dans les ascenseurs, et lancer un plan de restructuration visant la suppression de 6 000 emplois. En août 2019, ThyssenKrupp annonce porter plainte contre le refus par la Commission européenne de son projet de fusion, accentuant à travers cette procédure rare la pression sur les règles européennes de la concurrences jugées trop strictes.
En janvier 2020, Kone annonce lancer une offre d'acquisition sur la filiale spécialisée dans les escalators et ascenseurs de ThyssenKrupp pour 17 milliards d'euros, mais son offre est abandonnée. En février 2020, ThyssenKrupp annonce la vente de sa filiale spécialisée dans les escalators et ascenseurs (TK Elevator) pour 17,2 milliards d'euros à un consortium de fonds d'investissement composé d'Advent, de Cinven et de RAG.
En juillet 2021, FLSmidth annonce l'acquisition des activités de minage de Thyssenkrupp pour 325 millions d'euros. En août 2021, ThyssenKrupp annonce la vente de ses activités dans les infrastructures à un fonds d'investissement.
En avril 2024, le milliardaire tchèque Daniel Kretinsky rachète 20 % des activités acier de Thyssenkrupp.
En 2024, le ministère de l’Économie allemand étudie une entrée de l’État fédéral au capital de ThyssenKrupp. La banque publique KfW et la société de capital-investissement Carlyle auraient des discussions afin de prendre conjointement le contrôle de TKMS. En novembre 2024,ThyssenKrupp annonce la suppression de 11 000 postes à l'horizon 2030, avec notamment la fermeture de son site à Kreuztal-Eichen qui emploie 1 000 personnes. 
En mars 2025, le groupe annonce la suppression de 1 800 postes supplémentaires dans sa branche automobile.

## Filiales
- ThyssenKrupp Presta

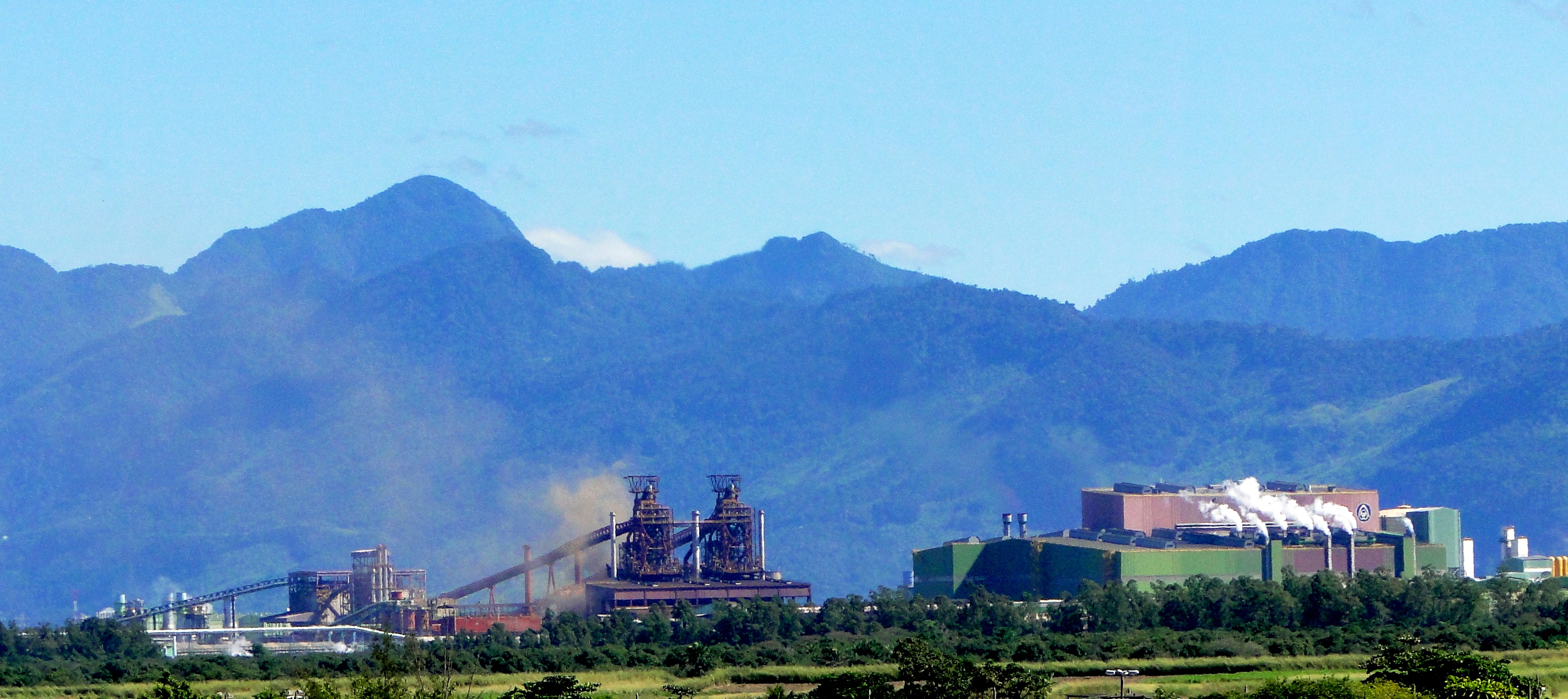
Aciérie Companhia Siderúrgica do Atlântico à Santa Cruz (Rio de Janeiro).

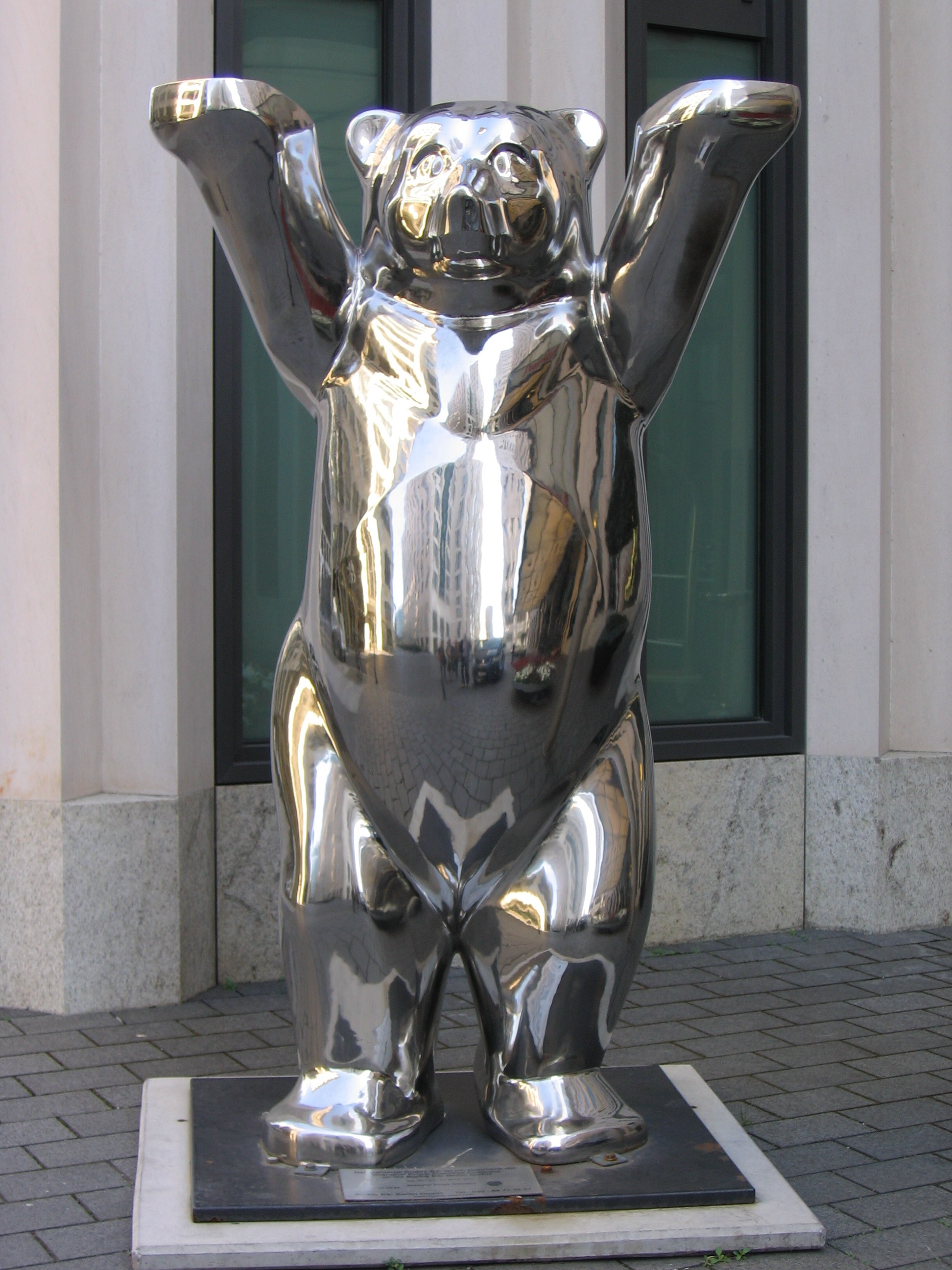
Buddy Bear en acier inoxydable fabriqué par ThyssenKrupp à Shanghai en cadeau pour la ville de Berlin (lieu : Berlin, Potsdamer Platz).

- ThyssenKrupp Marine Systems, détenu à 75 % aux côtés de One Equity Partners. L'entreprise Blohm & Voss est elle-même une filiale de ThyssenKrupp Marine Systems.
- Atlas Elektronik
- Transrapid, fabricant du train à sustentation magnétique allemand, détenu à parité avec Siemens.
- Thyssenkrupp Encasa , spécialisée dans le secteur de l'accessibilité, à savoir : ascenseurs privatifs, monte-escaliers et plateforme PMR (Personne à Mobilité Réduite). thyssenkrupp encasa est le spécialiste de la mobilité à domicile.
- Thyssenkrupp Industrial Solutions, spécialisée dans la cimenterie.
- Drieux-Combaluzier, ascensoristes spécialistes des immeubles parisiens

## Chiffres d'affaires
(mai 2022).
Chiffre d'affaires de ThyssenKrupp Ascenseurs de 2007 à 2011 :
| Date         | 31 décembre 2007 | 31 décembre 2008 | 31 décembre 2009 | 31 décembre 2010 | 31 décembre 2011 |
| ------------ | ---------------- | ---------------- | ---------------- | ---------------- | ---------------- |
| CA           | 340 217 035 €    | 380 911 874 €    | 406 335 317 €    | 376 099 000 €    | 366 578 462 €    |
| Résultat net | 36 663 493 €     | 44 546 158 €     | 41 761 873 €     | 34 523 000 €     | 31 553 009 €     |

## Principaux actionnaires
Au 31 janvier 2020:
| Alfried Krupp von Bohlen et Halbach-Stiftung      | 20,9 % |
| Cevian Capital (en)                               | 13,7 % |
| Harris Associates (en)                            | 8,59 % |
| Government of Singapour Investment Corporporation | 4,72 % |
| The Vanguard Group                                | 2,14 % |
| Schroder Investment Management                    | 2,02 % |
| Commerzbank (Investment Management)               | 1,87 % |
| DWS Investments                                   | 1,83%  |
| Amundi Asset Management (Investment Management)   | 1,63 % |
| BlackRock Investment Management                   | 1,53 % |

## Controverses
Le procès de six responsables de ThyssenKrupp pour homicide volontaire s'est ouvert le 15 janvier 2009. Cela fait suite à l'explosion d'un laminoir à Turin le 6 décembre 2007 qui avait entraîné la mort de sept ouvriers brûlés vifs. En avril 2011, la justice italienne a condamné Harald Espenhahn, directeur général de la branche acier du groupe, à 16 ans et demi de prison, après l'avoir reconnu coupable de la mort des sept ouvriers. Cinq autres cadres du groupe ont été condamnés à des peines allant de 10  à   13 ans.